# Чемпионат России по кёрлингу среди мужчин 2013
21-й чемпионат России по кёрлингу среди мужских команд высшей лиги «А» проходил с 7 февраля по 15 апреля 2013 года в Дмитрове (Московская область). Чемпионский титул во 2-й раз в своей истории выиграла команда «Адамант» (Санкт-Петербург).

## Регламент турнира
В высшей лиге «А» принимали участие 8 команд. Соревнования проводились по туровой системе в два круга. Места распределялись по общему количеству побед. В случае равенства этого показателя у двух и более команд приоритет отдавался преимуществу в личных встречах соперников. В случае равенства побед между командами, претендующими на чемпионство или на сохранение места в высшей лиге «А», между ними проводится дополнительный матч (матчи) за 1-е место.
Команда, занявшая в чемпионате последнее место, покидает высшую лигу «А». В переходных матчах за право играть в следующем сезоне в ведущем дивизионе встречаются 7-я команда высшей лиги «А» и 2-я высшей лиги «Б».

## Высшая лига «А»

### Результаты
- 1-й круг[1] — 7—10 февраля. Дмитров.
- 2-й круг[2] — 25—28 апреля. Дмитров.

| М   | Команда                       | 1        | 2         | 3        | 4         | 5        | 6        | 7        | 8        | И  | В  | П  |
| --- | ----------------------------- | -------- | --------- | -------- | --------- | -------- | -------- | -------- | -------- | -- | -- | -- |
| 1-2 | «Адамант» Санкт-Петербург     |          | 8:6 7:9   | 8:5 8:3  | 7:10 7:3  | 9:3 12:2 | 7:2 5:6  | 8:1 8:5  | 10:5 8:4 | 14 | 11 | 3  |
| 1-2 | «Москвич» Москва              | 6:8 9:7  |           | 4:11 5:6 | 10:6 13:6 | 5:4 7:6  | 8:5 11:5 | 8:5 9:2  | 5:4 9:3  | 14 | 11 | 3  |
| 3   | Сборная Москвы                | 5:8 3:8  | 11:4 6:5  |          | 7:2 2:7   | 9:4 12:6 | 8:2 8:7  | 8:0 9:5  | 10:8 5:7 | 14 | 10 | 4  |
| 4   | «Москва»                      | 10:7 3:7 | 6:10 6:13 | 2:7 7:2  |           | 7:2 6:8  | 9:2 4:8  | 7:8 6:3  | 9:4 10:3 | 14 | 7  | 7  |
| 5   | «Адамант»-2 Санкт-Петербург   | 3:9 2:12 | 4:5 6:7   | 4:9 6:12 | 2:7 8:6   |          | 7:6 7:8  | 12:8 6:8 | 10:4 5:8 | 14 | 5  | 9  |
| 6   | «Адамант»-СКА Санкт-Петербург | 2:7 6:5  | 5:8 5:11  | 2:8 7:8  | 2:9 8:4   | 6:7 8:7  |          | 3:5 10:6 | 4:8 10:4 | 14 | 5  | 9  |
| 7   | «Юность-Метар» Челябинск      | 1:8 5:8  | 5:8 2:9   | 0:8 5:9  | 8:7 3:6   | 8:12 8:6 | 5:3 6:10 |          | 3:5 11:4 | 14 | 4  | 10 |
| 8   | «Новая Лига» Москва           | 5:10 4:8 | 4:5 3:9   | 8:10 7:5 | 4:9 3:10  | 4:10 8:5 | 8:4 4:10 | 5:3 4:11 |          | 14 | 3  | 11 |

ФИНАЛ
28 апреля.
|           | 1 | 2 | 3 | 4 | 5 | 6 | 7 | 8 | 9 | 10 | Итого |
| --------- | - | - | - | - | - | - | - | - | - | -- | ----- |
| «Адамант» | 0 | 0 | 2 | 0 | 0 | 2 | 1 | 1 | 0 | 0  | 6     |
| «Москвич» | 1 | 2 | 0 | 1 | 0 | 0 | 0 | 0 | 0 | 1  | 5     |

### Итоги

#### Положение команд
| «Адамант» (Санкт-Петербург) | 5. «Адамант»-2 (Санкт-Петербург)   |
| «Москвич» (Москва)          | 6. «Адамант»-СКА (Санкт-Петербург) |
| Сборная Москвы              | 7. «Юность-Метар» (Челябинск)      |
| 4. «Москва»                 | 8. «Новая Лига» (Москва)           |

«Новая Лига» покинула высшую лигу «А». «Юность-Метар» проводит переходный матч с командой «Адамант»-3, занявшей 2-е место в высшей лиге «Б».

#### Призёры
«Адамант» (Санкт-Петербург): Алексей Целоусов, Артём Шмаков, Пётр Дрон, Михаил Брусков, Артур Ражабов.
  «Москвич» (Москва): Андрей Дроздов, Алексей Стукальский, Роман Кутузов, Александр Козырев.
  Сборная Москвы: Артём Болдузев, Вадим Школьников, Александр Кириков, Сергей Морозов, Александр Кузьмин.

## Переходные матчи
«Юность-Метар» — «Адамант»-3 (Санкт-Петербург) 5:4. Команда «Юность-Метар» сохранила место в высшей лиге «А».

## Высшая лига «Б»
Соревнования в высшей лиге «Б» состояли из однокругового турнира. Участниками стали: команда, выбывшая из высшей лиги «А» в 2012 году (Сборная Москвы-2), команда, проигравшая переходные матчи за выход в высшую лигу «А» в 2012 году (Московская область-1) и 6 команд по итогам турнира первой лиги 2013.
25—28 апреля 2013. Дмитров.
| М | Команда                        | И | В | П |
| - | ------------------------------ | - | - | - |
| 1 | СКА-ШВСМ ЗВС (Санкт-Петербург) | 7 | 6 | 1 |
| 2 | «Адамант»-3 (Санкт-Петербург)  | 7 | 6 | 1 |
| 3 | «Альбатрос» (Калининград)      | 7 | 4 | 3 |
| 4 | Московская область-1 (Дмитров) | 7 | 3 | 4 |
| 5 | Московская область-2 (Дмитров) | 7 | 3 | 4 |
| 6 | «Юнион» (Москва)               | 7 | 2 | 5 |
| 7 | Сборная Москвы-2               | 7 | 2 | 5 |
| 8 | УОР № 2 (Санкт-Петербург)      | 7 | 2 | 5 |

Команда СКА-ШВСМ ЗВС выиграла путёвку в высшую лигу «А» 2014. Команда «Адамант»-3 проведёт переходные матчи с 7-й командой высшей лиги «А».

## Первая лига
В турнире 1-й лиги, проводившемся 7-10 февраля 2013 в Дмитрове, принимали участие 14 команд, разделённые на две группы. В группах команды провели однокруговые турниры. По три лучшие команды из групп вышли в высшую лигу «Б» 2013.
| Группа «А» | Группа «А»                     | Группа «А» | Группа «А» | Группа «А» |
| М          |                                | И          | В          | П          |
| ---------- | ------------------------------ | ---------- | ---------- | ---------- |
| 1          | Московская область-2 (Дмитров) | 6          | 6          | 0          |
| 2          | УОР № 2 (Санкт-Петербург)      | 6          | 5          | 1          |
| 3          | «Юнион» (Москва)               | 6          | 3          | 3          |
| 4          | «Авогадро» (Москва)            | 6          | 3          | 3          |
| 5          | «Юность-Метар»-2 (Челябинск)   | 6          | 3          | 3          |
| 6          | КУТОР (Красноярск)             | 6          | 1          | 5          |
| 7          | «Татарстан» (Казань)           | 6          | 0          | 6          |

| Группа «В» | Группа «В»                     | Группа «В» | Группа «В» | Группа «В» |
| М          |                                | И          | В          | П          |
| ---------- | ------------------------------ | ---------- | ---------- | ---------- |
| 1          | СКА-ШВСМ ЗВС (Санкт-Петербург) | 6          | 5          | 1          |
| 2          | «Адамант»-3 (Санкт-Петербург)  | 6          | 4          | 2          |
| 3          | «Альбатрос» (Калининград)      | 6          | 3          | 3          |
| 4          | «Москвич»-2 (Москва)           | 6          | 3          | 3          |
| 5          | Московская область-3 (Дмитров) | 6          | 3          | 3          |
| 6          | «Айс Парк» (Санкт-Петербург)   | 6          | 2          | 4          |
| 7          | «Удмуртия» (Ижевск)            | 6          | 0          | 6          |

В высшую лигу «Б» вышли по три лучшие команды из каждой группы — Московская область-2, СКА-ШВСМ ЗВС, УОР № 2, «Адамант»-3, «Юнион» и «Альбатрос».